# Cynotilapia
Cynotilapia – rodzaj słodkowodnych ryb okoniokształtnych z rodziny pielęgnicowatych (Cichlidae).

## Występowanie
Gatunki endemiczne jeziora Malawi (Niasa) w Afryce.

## Klasyfikacja
Gatunki zaliczane do tego rodzaju:
- Cynotilapia afra (Günther, 1894)
- Cynotilapia aurifrons (Tawil, 2011)
- Cynotilapia axelrodi Burgess, 1976
- Cynotilapia chilundu Li, Konings & Stauffer, 2016
- Cynotilapia zebroides (Johnson, 1975)

Gatunkiem typowym jest Cynotilapia afra.

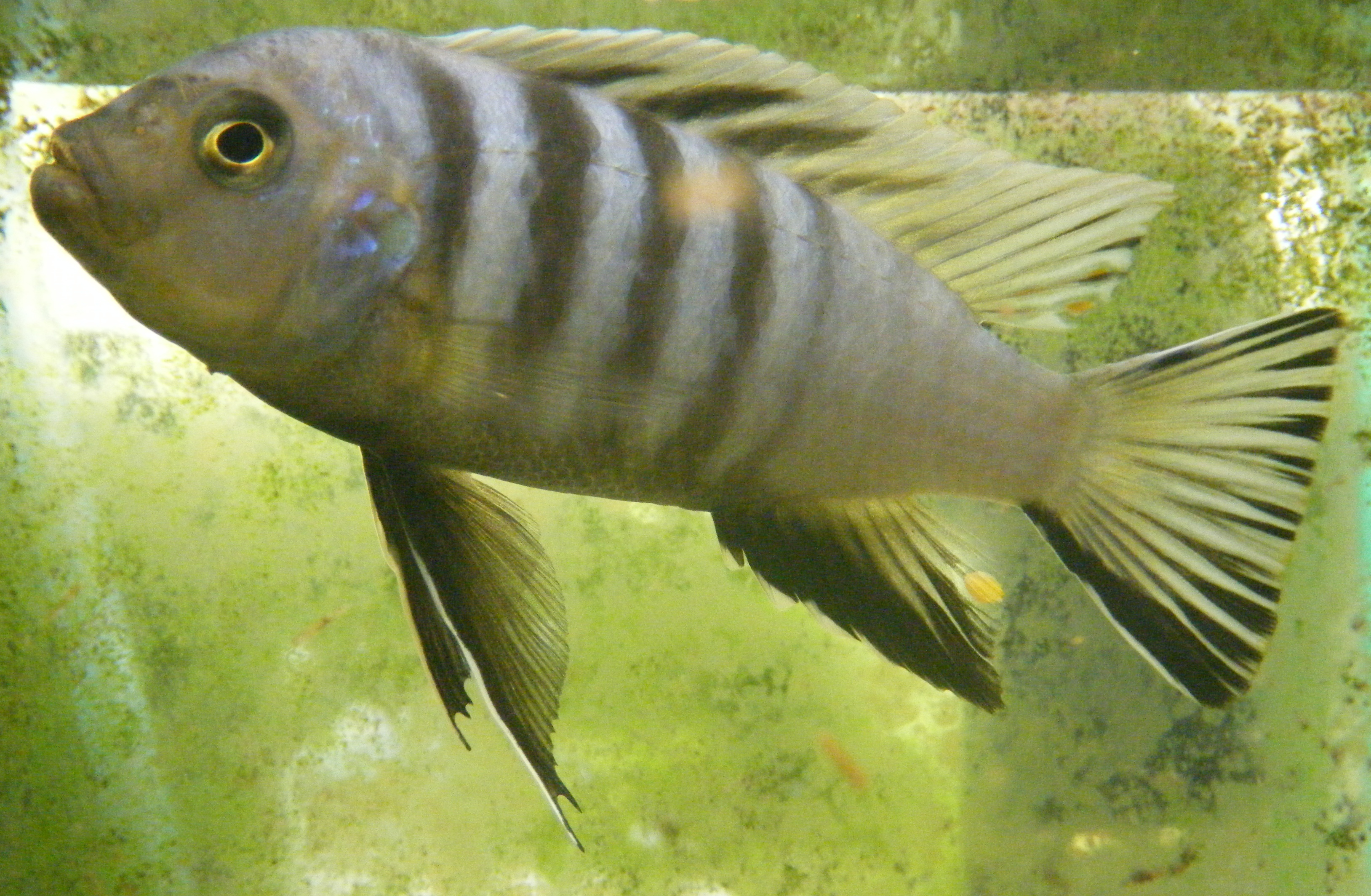
Cynotilapia axelrodi
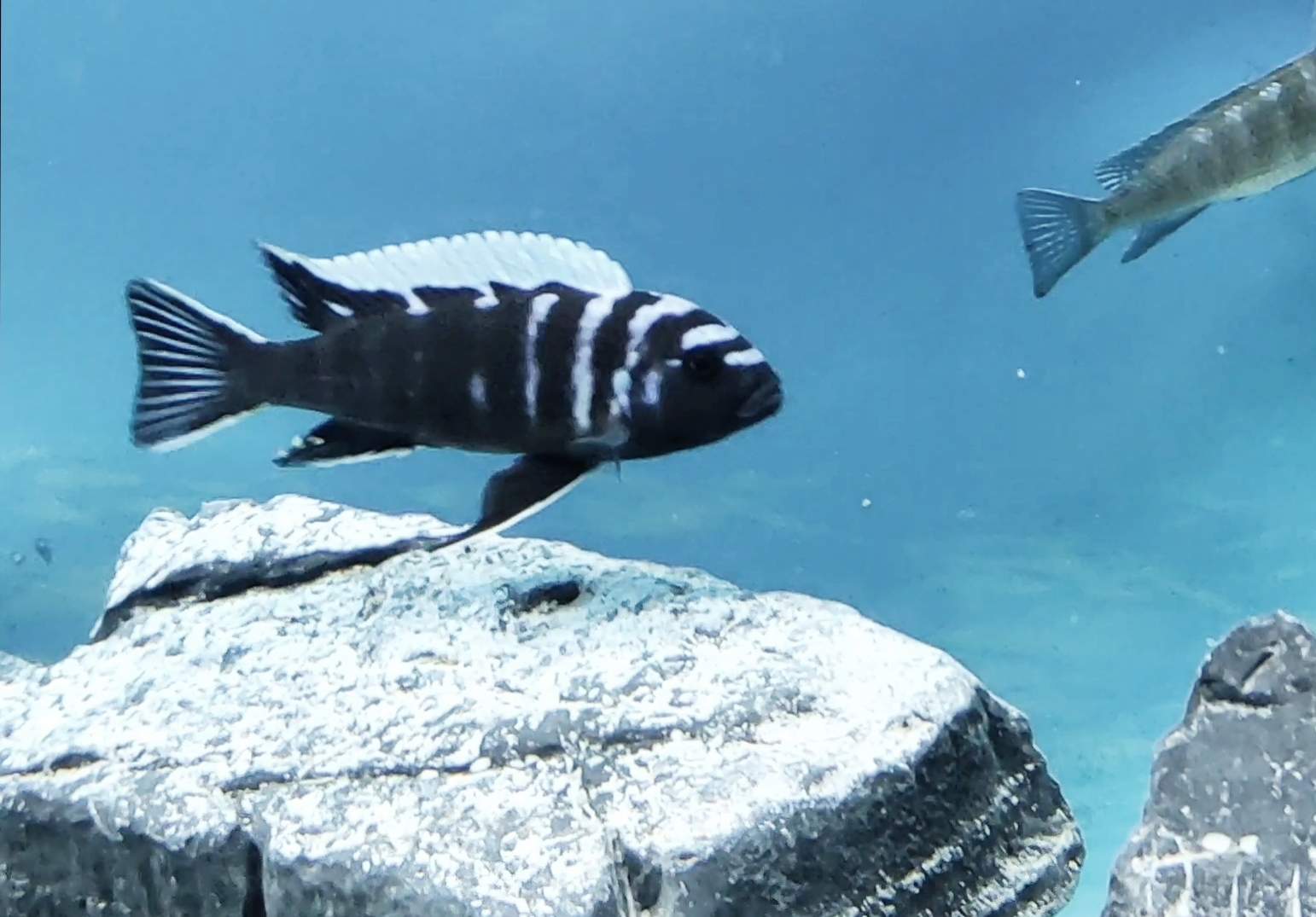
Cynotilapia zebroides